# Ozyptila aspex
Ozyptila aspex là một loài nhện trong họ Thomisidae.
Loài này thuộc chi Ozyptila. Ozyptila aspex được miêu tả năm 1895 bởi Pavesi.